# Ascension to the Throne
Ascension to the Throne là một game chiến thuật theo lượt kết hợp yếu tố nhập vai. Nó được phát triển bởi công ty game 1C Company của Nga và được phát hành vào ngày 26 tháng 1 năm 2007 cho Microsoft Windows.

## Lối chơi
Lối chơi trong game được chia thành hai khía cạnh, hoặc môi trường thế giới mở kiểu free roaming cho phép người chơi tự do lang thang xung quanh và tương tác với các NPC khác nhau và các cuộc chạm trán quân thù, thường được biểu thị bằng một vòng tròn xung quanh bán kính của đối phương, hoặc thông qua kiểu chiến thuật theo lượt dạng lưới truyền thống trong suốt trận đánh. Khi lâm trận, người chơi điều khiển toàn bộ đội nhóm của mình.

## Cốt truyện
Người chơi vào vai hậu duệ cuối cùng của gia tộc cổ xưa Illiar, từng nắm quyền cai trị vương quốc Eden qua nhiều thời đại. Sau khi kẻ thù của vương triều tấn công lâu đài của họ, chúng tàn sát toàn bộ gia đình của hoàng tử và phá hủy khu định cư của anh ta. Trước khi chúng kịp giết anh ta, một loại phép thuật tối cao đã ném hoàng tử đến một vùng đất cách xa quê hương mình, nơi anh ta bị bỏ lại một mình mà không có người thân, bạn bè, quân đội hay tiền bạc nào cả. Hoàng tử đã thề sẽ báo thù rửa hận, tận dụng thời cơ thâu tóm quyền lực, xây dựng lực lượng đủ mạnh, rồi đem những người bạn đồng hành theo anh ta trở về giành lại vùng đất bị thế lực thù địch chiếm đoạt, góp phần lập lại nền hòa bình như xưa.

## Phần tiếp theo
Phần tiếp theo được phát hành vào ngày 29 tháng 8 năm 2008, được đặt tên Ascension to the Throne: Valkyrie.